# Hechel (Heraldik)

Wappen von Hägglingen

Die Hechel ist in der Heraldik eine gemeine Figur und recht selten im Wappen anzutreffen.
Dargestellt wird die Wappenfigur durch ein Brett mit vielen mit den Spitzen hochragenden, dicht stehenden Drähten. Die Figur ist heraldisch wenig durchdrungen. Alle heraldischen Tinkturen sind möglich. Die Lage im Wappenfeld muss beschrieben werden.
Die Hechel dient zum Reinigen von Naturfasern, etwa Flachs- und Hanffasern, Jute, Kokosfasern und andere. Der Arbeitsgang wird Hecheln oder Rupfen genannt.